# Lijst van nummer 1-hits in de UK Singles Chart in 2011
Deze hits stonden in 2011 op nummer 1 in de UK Singles Chart:
| Nummer | Datum        | Artiest                                          | Titel                       |
| ------ | ------------ | ------------------------------------------------ | --------------------------- |
| 1152   | 2 januari    | Matt Cardle                                      | When We Collide             |
| 1153   | 9 januari    | Rihanna & Drake                                  | What's My Name?             |
| 1154   | 16 januari   | Bruno Mars                                       | Grenade                     |
|        | 23 januari   | Bruno Mars                                       | Grenade                     |
| 1155   | 30 januari   | Kesha                                            | We R Who We R               |
| 1156   | 6 februari   | Jessie J & B.o.B                                 | Price Tag                   |
|        | 13 februari  | Jessie J & B.o.B                                 | Price Tag                   |
| 1157   | 20 februari  | Adele                                            | Someone Like You            |
|        | 27 februari  | Adele                                            | Someone Like You            |
|        | 6 maart      | Adele                                            | Someone Like You            |
|        | 13 maart     | Adele                                            | Someone Like You            |
| 1158   | 20 maart     | Nicole Scherzinger                               | Don't Hold Your Breath      |
| 1157   | 27 maart     | Adele                                            | Someone Like You            |
| 1159   | 3 april      | Jennifer Lopez & Pitbull                         | On the Floor                |
|        | 10 april     | Jennifer Lopez & Pitbull                         | On the Floor                |
| 1160   | 17 april     | LMFAO, Lauren Bennett & GoonRock                 | Party Rock Anthem           |
|        | 24 april     | LMFAO, Lauren Bennett & GoonRock                 | Party Rock Anthem           |
|        | 1 mei        | LMFAO, Lauren Bennett & GoonRock                 | Party Rock Anthem           |
|        | 8 mei        | LMFAO, Lauren Bennett & GoonRock                 | Party Rock Anthem           |
| 1161   | 15 mei       | Bruno Mars                                       | The Lazy Song               |
| 1162   | 22 mei       | Pitbull, Ne-Yo, Afrojack & Nayer                 | Give Me Everything          |
|        | 29 mei       | Pitbull, Ne-Yo, Afrojack & Nayer                 | Give Me Everything          |
|        | 5 juni       | Pitbull, Ne-Yo, Afrojack & Nayer                 | Give Me Everything          |
| 1163   | 12 juni      | Example                                          | Changed the Way You Kiss Me |
|        | 19 juni      | Example                                          | Changed the Way You Kiss Me |
| 1164   | 26 juni      | Jason Derülo                                     | Don't Wanna Go Home         |
|        | 3 juli       | Jason Derülo                                     | Don't Wanna Go Home         |
| 1165   | 10 juli      | DJ Fresh & Sian Evans                            | Louder                      |
| 1166   | 17 juli      | The Wanted                                       | Glad You Came               |
|        | 24 juli      | The Wanted                                       | Glad You Came               |
| 1167   | 31 juli      | JLS & Dev                                        | She Makes Me Wanna          |
| 1168   | 7 augustus   | Cher Lloyd                                       | Swagger Jagger              |
| 1169   | 14 augustus  | Nero                                             | Promises                    |
| 1170   | 21 augustus  | Wretch 32 & Josh Kumra                           | Don't Go                    |
| 1171   | 28 augustus  | Olly Murs & Rizzle Kicks                         | Heart Skips a Beat          |
| 1172   | 4 september  | Example                                          | Stay Awake                  |
| 1173   | 11 september | Pixie Lott                                       | All About Tonight           |
| 1174   | 18 september | One Direction                                    | What Makes You Beautiful    |
| 1175   | 25 september | Dappy                                            | No Regrets                  |
| 1176   | 2 oktober    | Sak Noel                                         | Loca People                 |
| 1177   | 9 oktober    | Rihanna & Calvin Harris                          | We Found Love               |
|        | 16 oktober   | Rihanna & Calvin Harris                          | We Found Love               |
|        | 23 oktober   | Rihanna & Calvin Harris                          | We Found Love               |
| 1178   | 30 oktober   | Professor Green & Emeli Sandé                    | Read All About It           |
|        | 6 november   | Professor Green & Emeli Sandé                    | Read All About It           |
| 1177   | 13 november  | Rihanna & Calvin Harris                          | We Found Love               |
|        | 20 november  | Rihanna & Calvin Harris                          | We Found Love               |
|        | 27 november  | Rihanna & Calvin Harris                          | We Found Love               |
| 1179   | 4 december   | The X Factor Finalists 2011, JLS & One Direction | Wishing on a Star           |
| 1180   | 11 december  | Olly Murs                                        | Dance with Me Tonight       |
| 1181   | 18 december  | Little Mix                                       | Cannonball                  |
| 1182   | 25 december  | Military Wives & Gareth Malone                   | Wherever You Are            |

1952 ·
1953 ·
1954 ·
1955 ·
1956 ·
1957 ·
1958 ·
1959 ·
1960 ·
1961 ·
1962 ·
1963 ·
1964 ·
1965 ·
1966 ·
1967 ·
1968 ·
1969 ·
1970 ·
1971 ·
1972 ·
1973 ·
1974 ·
1975 ·
1976 ·
1977 ·
1978 ·
1979 ·
1980 ·
1981 ·
1982 ·
1983 ·
1984 ·
1985 ·
1986 ·
1987 ·
1988 ·
1989 ·
1990 ·
1991 ·
1992 ·
1993 ·
1994 ·
1995 ·
1996 ·
1997 ·
1998 ·
1999 ·
2000 ·
2001 ·
2002 ·
2003 ·
2004 ·
2005 ·
2006 ·
2007 ·
2008 ·
2009 ·
2010 ·
2011 ·
2012 ·
2013 ·
2014 ·
2015 ·
2016 ·
2017 ·
2018 ·
2019 ·
2020 ·
2021
- Nederland (Top 40)
- Nederland (Single Top 100)
- Nederland (3FM Mega Top 50)
- Nederland (iTunes Top 30)
- Nederland (Kink 40)
- Vlaanderen (Radio 2 Top 30)
- Vlaanderen (Ultratop 50)
- Vlaanderen (Top 30 van Ultratop)
- Vlaanderen (De Afrekening)
- Wallonië
- Australië
- Canada
- Denemarken
- Duitsland
- Finland
- Frankrijk
- Ierland
- Italië
- Luxemburg
- Nieuw-Zeeland
- Noorwegen
- Oostenrijk
- Polen
- Portugal
- Spanje
- Verenigd Koninkrijk
- Verenigde Staten (Hot 100)
- Zweden
- Zwitserland